# Орловский сельсовет (Татарский район)
Орловский сельсовет — сельское поселение в Татарском районе Новосибирской области Российской Федерации.
Административный центр — деревня Орловка.

## История
Статус и границы сельского поселения установлены Законом Новосибирской области от 2 июня 2004 года № 200-ОЗ «О статусе и границах муниципальных образований Новосибирской области»

## Население
| 2002 | 2010 | 2012 | 2013 | 2014 | 2015 | 2016 |
| ---- | ---- | ---- | ---- | ---- | ---- | ---- |
| 492  | ↘373 | ↗383 | ↘360 | ↘359 | ↗366 | ↘349 |
| 2017 | 2018 | 2019 | 2020 | 2021 |      |      |
| ↘345 | ↘344 | ↘342 | ↘336 | →336 |      |      |

## Состав сельского поселения
| № | Населённый пункт | Тип населённого пункта          | Население |
| - | ---------------- | ------------------------------- | --------- |
| 1 | Волово           | деревня                         | ↗99       |
| 2 | Камышино         | деревня                         | ↗65       |
| 3 | Орловка          | деревня, административный центр | ↘249      |